# Cynthia with Certain Sonnets, and the Legend of Cassandra
Cynthia with Certain Sonnets, and the Legend of Cassandra – tomik poetycki elżbietańskiego liryka Richarda Barnfielda, opublikowany w 1595. Zawiera poemat Cynthia napisany strofą spenserowską, dwadzieścia sonetów i poemat Cassandra, ułożony sekstyną.